# Parapotamon spinescens
Parapotamon spinescens är en kräftdjursart. Parapotamon spinescens ingår i släktet Parapotamon och familjen Potamidae. IUCN kategoriserar arten globalt som sårbar. Inga underarter finns listade i Catalogue of Life.